# Ancistrus spinosus
Az Ancistrus spinosus a sugarasúszójú halak (Actinopterygii) osztályának harcsaalakúak (Siluriformes) rendjébe, ezen belül a tepsifejűharcsa-félék (Loricariidae) családjába tartozó faj.

## Rendszertani eltérések
A FishBase önálló fajnak tekinti az Ancistrus spinosust, azonban a Zootaxa az Ancistrus centrolepis szinonimájaként kezeli ezt az algaevő harcsát.

## Előfordulása
Az Ancistrus spinosus Közép-Amerikában fordul elő. Panama területén lelhető fel. Ez a hal egyaránt megtalálható a Csendes-óceánba ömlő és a Karib-tengerbe ömlő folyókban is.

## Megjelenése
Ez a tepsifejűharcsafaj legfeljebb 17,6 centiméter hosszú.

## Életmódja
A trópusi édesvizeket kedveli. Az Ancistrus spinosus, mint a többi algaevő harcsafaj, a víz fenekén él és keresi meg a táplálékát.